# Piet Huysentruyt
Piet Huysentruyt (Kortrijk, 7 december 1962) is een Belgische kok, die bekendheid verwierf door zijn kookprogramma's op televisie. Hij is ook de auteur van verschillende culinaire boeken, en had eerst in Wortegem-Petegem, nadien in Les Vans in Ardèche, een eigen restaurant.

## Carrière
Huysentruyt volgde zijn opleiding in de hotelschool Ter Duinen in Koksijde. Daarna ging hij werken in diverse binnen- en buitenlandse restaurants. Uiteindelijk opende hij een eigen restaurant in Wortegem dat na een tijd een Michelinster kreeg. Hij werd bekend bij het grote publiek met het kookprogramma Lekker Thuis op VTM, waarvan meer dan 1000 afleveringen zijn uitgezonden. Later maakte hij het programma SOS Piet, waar hij bij Vlaamse gezinnen thuis culinaire problemen gaat oplossen. Daarnaast heeft hij zijn naam geleend aan een gamma van keukenkruiden, bouillon en potten en pannen. Er is ook een boekenreeks met de titel SOS Piet, in deze boeken staan tips en gerechten die behandeld werden in het gelijknamige televisieprogramma.
Nadat in 2012 zijn dagelijkse kookprogramma De Perfecte Keuken (de opvolger van Lekker Thuis) werd stopgezet, verliet Huysentruyt VTM en stapte hij over naar VIER, waar hij de programma's Smakelijk!, Chez Piet en Piet aan Huis maakte. De programma's op VIER evenaarden echter niet het grote succes van zijn programma's op VTM, waardoor ze alweer snel werden afgevoerd. Hij had een cameo in de serie Familie.
Hij deed mee in 2020 aan Snackmasters. Hij viel af na de eerste ronde tegen Ann-Sofie Breysen met het maken van een cournetto D'Amour. Maar hij mocht terugkeren in de halve finale om Sofie Dumont te vervangen. In de halve finale speelde hij tegen Marcello Ballardin met het maken van de Napoleon snoepjes. Hij won deze ronde en ging door naar de finale waar hij opnieuw streed tegen Ann-Sofie Breysen. In de finale moest hij drie verschillende koeken maken van Jules Destrooper. Uiteindelijk wint hij ook de finale en de titel van Snackmaster 2020.
Eind oktober 2022 verschenen twee boeken, zijn biografie Ongezouten, en een persoonlijk kookboek Gepeperd, met Edward Vanhoutte als co-auteur.
Vanaf november 2022 kwam het programma SOS Piet terug voor het 10de jaar. De afleveringen van SOS Piet XL werden gemaakt naar aanleiding van zijn zestigste verjaardag.

## Restaurants
Aanvankelijk had Huysentruyt een restaurant in Wortegem-Petegem, waarmee hij uiteindelijk een Michelinster behaalde. Omdat hij de drukte in Vlaanderen wilde ontvluchten, trok hij in 2003 naar Les Vans in Ardeche, waar hij zijn nieuwe restaurant Le Lutin Gourmand opende. In 2006 werd het restaurant gesloten omdat het naar verluidt eerder een bedevaartsoord van Vlamingen werd dan een klassezaak. Het restaurant in Les Vans is in juni 2013 na een verbouwing heropend onder de naam Likoké. In 2019 nam zijn zoon Cyriel de zaak over. 

## Uitdrukking
Piet Huysentruyt gebruikte door de jaren heen aan het einde van elke aflevering van SOS Piet eenzelfde uitdrukking. Met zijn zware West-Vlaamse accent vroeg hij de deelnemer altijd in drie puntjes op te sommen: "Wat hebben we vandaag geleerd?" Deze drie zaken verschenen dan in ondertitels op het scherm, vergezeld van een korte muzikale accentuering. Piet's catchphrase werd in tal van andere tv-programma's geparodieerd.

## In populaire cultuur
- Chris Van den Durpel parodieerde Huysentruyt in verschillende afleveringen van Chris & Co.
- Hij wordt opgevoerd in de Urbanusstrip De killerkok.
- Piet Huysentruyt speelde in 2009 een gastrol in de Kabouter Plop-film Plop en de kabouterbaby.
- Piet speelt een gastrol in het 19de seizoen van De Kotmadam.
- Hij deed mee in 2020 aan Snackmasters.
- Hij was jurylid in het programma Mijn Keuken Mijn Restaurant in 2020.